# Bembidion planum
Bembidion planum es una especie de escarabajo del género Bembidion, familia Carabidae. Fue descrita científicamente por Haldeman en 1843.

## Descripción
Una cabeza y pronoto estrechos,  ápice elitral ligeramente inclinado. Sexta estría elitral débilmente marcada en comparación con la quinta, surcos frontales que terminan justo detrás de la perforación supraorbital posterior y son poco divergentes.
Suelen ser más pálidos y ligeramente más pequeños, en la mayoría presentan una microescultura fuertemente marcada en todo el pronoto.

## Distribución
Se distribuye por América del Norte, en Canadá y los Estados Unidos. Se encuentra en los estados de Oklahoma, Georgia y Minnesota, también en la provincia de Nueva Escocia.

## Sinonimia
- Bembidion filicorne Casey, 1918
- Bembidion guexii Chaudoir, 1868
- Bembidion vulsum Casey, 1918
- Peryphus planus Haldeman, 1843